# Des hommes, la nuit
Pour plus de détails, voir Fiche technique et Distribution.
Des hommes, la nuit est un film québécois réalisé par Anh Minh Truong, sorti le 7 avril 2023 et réalisé entièrement dans la région de l'Estrie, au Québec,,,.
Le film est présenté en première à l'occasion de la 10e édition du Festival du cinéma du monde de Sherbrooke, le 6 avril 2023,.

## Synopsis
Ce film choral raconte l'histoire de trois hommes qui, lors d'une nuit, devront se redéfinir et confronter leurs démons intérieurs afin de passer à la prochaine étape de leur parcours. Louis, un jeune de 17 ans qui sort du secondaire, fait quelque pas de plus vers la vie d'adulte. Steve, âgé de 35 ans, fait son entrée dans le monde de la parentalité et combat des doutes sur sa capacité à être un bon père. Michel, un homme de 60 ans qui prend sa retraite après 25 ans d'enseignement, se demande ce que le futur a en réserve pour lui. À travers leurs trajectoires, le film offre une réflexion bienveillante et plurielle sur la masculinité et la quête d'identité,.

## Genèse du film

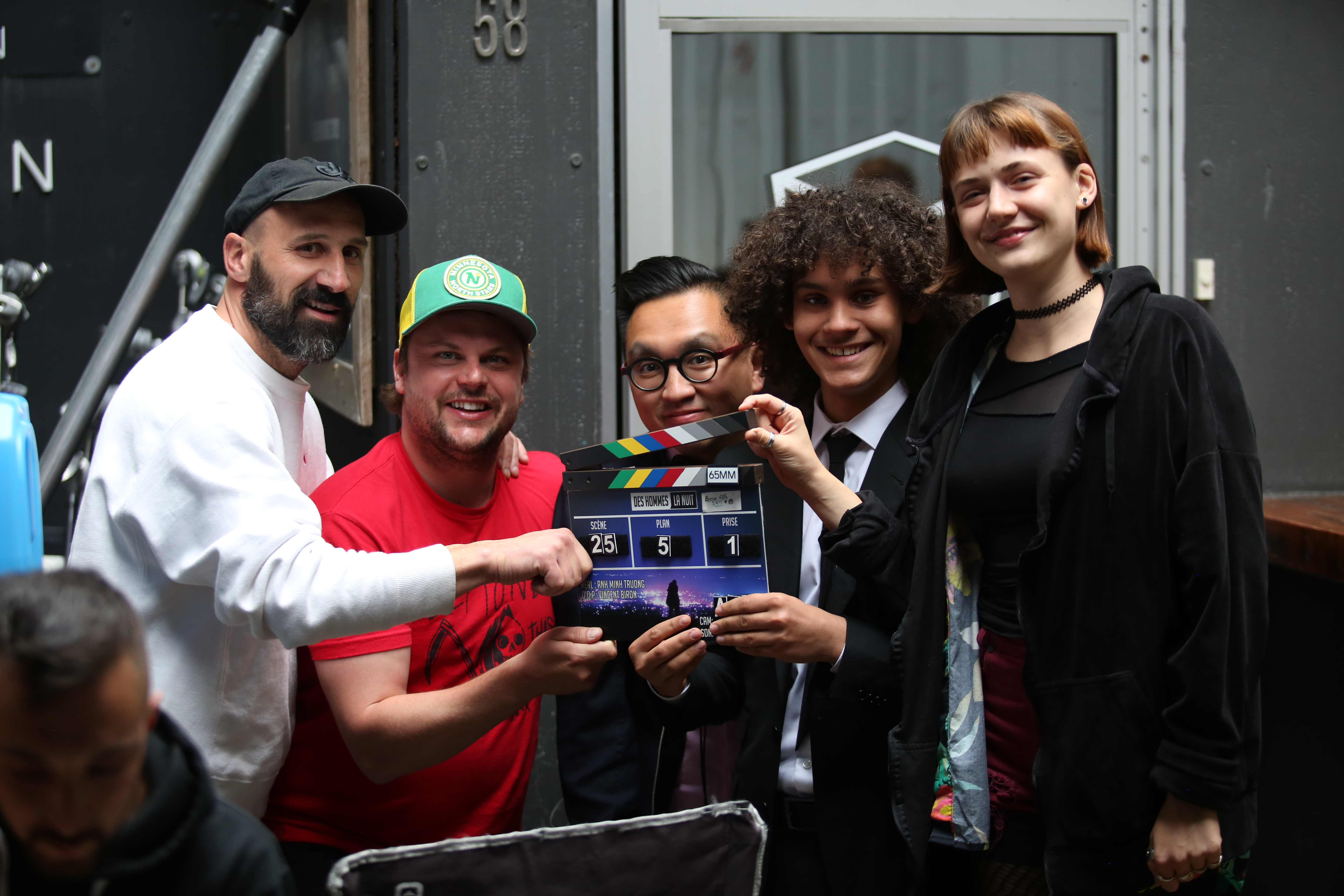
Le réalisateur Anh Minh Truong (centre) entouré des comédiens Jean-Moïse Martin, Derrick Frenette, Matai Stevens et de la comédienne Jade Charbonneau

L'idée du film est survenue lorsque le réalisateur est devenu père. N'ayant pas eu de figure paternelle et masculine forte dans sa vie, Truong s'est questionné sur ce que signifiait être père pour lui, mais également sur le sens que cela pouvait prendre dans le contexte social contemporain. L'impression de saut vers l'inconnu engendrée par la paternité lui rappelle un certain sentiment rencontré au tournant vers l'âge adulte, à la fin du secondaire ou du cégep, où l'envol du nid familial et les nombreuses possibilités nous happent de plein fouet,. Truong raconte s'être souvenu d'une discussion entretenue avec l'un de ses anciens professeurs de Cégep, qui lui racontait vivre un sentiment analogue face à sa retraite. Ces réflexions multiples lui ont inspiré l'écriture de Des hommes, la nuit.

## Fiche technique
- Titre original : Des hommes, la nuit
- Réalisation : Anh Minh Truong
- Scénario : Anh Minh Truong et Steve B. Bernard
- Photographie : Vincent Biron
- Montage : Anh Minh Truong
- Direction artistique : Pascale Rocray
- Musique : Pierre-Philippe Côté (Pilou)
- Costumes : Guylaine Carrier
- Maquillage/Coiffure : Lyssia Bergeron
- Son : David Elias, Mark Tawil, Mélanie Gauthier, Daniel Toussaint, Lori Paquet
- Production : Laurent Allaire, Véronique Vigneault
- Société de production : Chasseurs Films, la plateforme de financement participatif La Ruche et la participation de plusieurs commanditaires privés et de la MRC de l'Estrie.
- Société de distribution : Chasseurs Films
- Budget : 500 000 dollars canadiens
- Pays de production :  Canada ( Québec)
- Langue originale : français
- Genre : comédie dramatique, film choral
- Durée : 105 minutes
- Date de sortie :
  - Québec : 6 avril 2023

## Distribution
- Pierre Verville : Michel
- Jean-Moïse Martin : Steve
- Matai Stevens : Louis
- Jade Charbonneau : Billy-Jean
- Derrick Frenette : Max
- Jacob Whiteduck-Lavoie : Shayne
- Édith Cochrane : Myriam

## Production
Après de nombreux refus auprès des organismes subventionnaires, la production lance une campagne de sociofinancement régionale basée sur la plateforme La Ruche Estrie, avec un objectif de 75 000$, doublé grâce au Fonds Mille et UN projet pour la jeunesse,. Ce montant sert, entre autres, à  « mentorer et professionnaliser » des artistes de la relève et des techniciennes locales, afin d'encourager le développement d'une industrie cinématographique dans la région. Au total, la campagne de sociofinancement permet de collecter 104 145$.
Le projet a également reçu le soutien financier de commanditaires privés et des MRC de Les Sources, Coaticook, Le Granit, Memphrémagog et de la ville de Sherbrooke. De plus, le film a reçu le soutien d'Unis TV pour la production, ainsi que de la SODEC et Téléfilm Canada pour la postproduction,.